# Al-Fakhariyya-Minarett

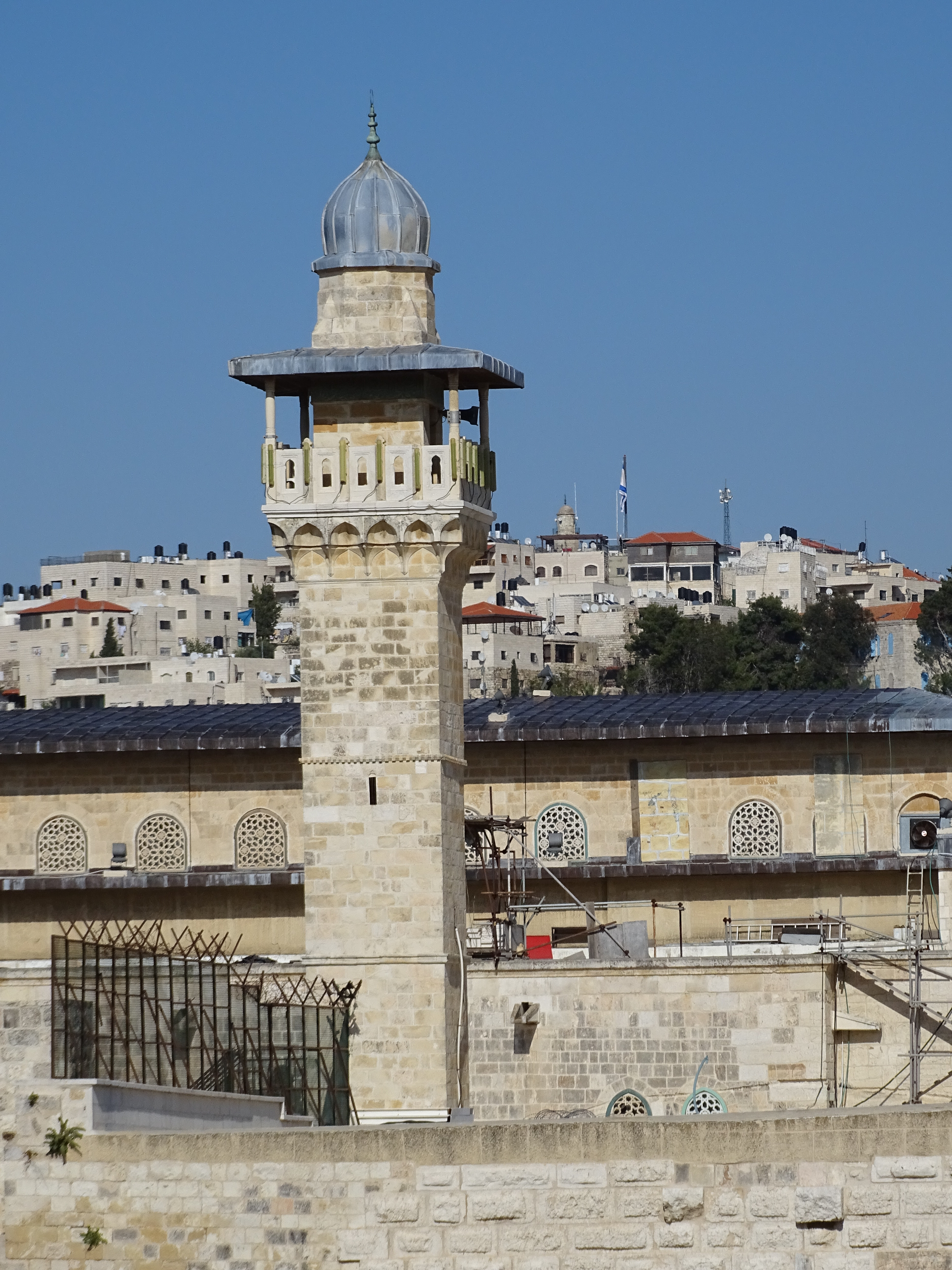
Minarett al-Fakhariyya auf dem Tempelberg in Jerusalem (vom Rabinowitsch-Platz aus gesehen)

Das al-Fakhariyya-Minarett, auch bekannt als Bab-al-Maghariba-Minaret (arabisch مئذنة باب المغاربة, DMG Miʾḏanat Bāb al-Maġāriba oder المئذنة الفخرية / al-Miʾḏana al-Faḫriyya), ist eines der vier Minarette auf dem Tempelberg in der Altstadt von Jerusalem, die alle zur al-Aqsa-Moschee gehören.

## Das Minarett
Das al-Fakhariyya-Minarett, in der südwestlichen Ecke des Tempelberggeländes gelegen, wurde 1278 (anderen Angaben zufolge 1297) im Auftrag des Sultans Ladschin von Qadi Scharaf al-Din al-Chalili (bzw. al-Khalili) erbaut und 1922 restauriert. Der Name des Minaretts sollte an Fachr ad-Din al-Chalili (bzw. al-Khalili), den Vater des Erbauers des Minaretts, erinnern.
Das Minarett wurde im traditionellen syrischen Stil erbaut. Der Grundriss ist quadratisch und durch Zierleisten in drei Stockwerke unterteilt. Oben befindet sich eine ebenfalls quadratische Kammer, in der sich eine Nische befindet, und eine Plattform, von der aus zum Gebet gerufen wird. Darüber befindet sich eine mit Blei verkleidete Steinkuppel.